# 埃森尤尔特
埃森尤尔特（土耳其語：Esenyurt）是土耳其伊斯坦堡的39個區之一，位於博斯普魯斯海峽以西的歐洲部份。面積27.7平方公里，人口954,579人，是伊斯坦堡人口最多的區。

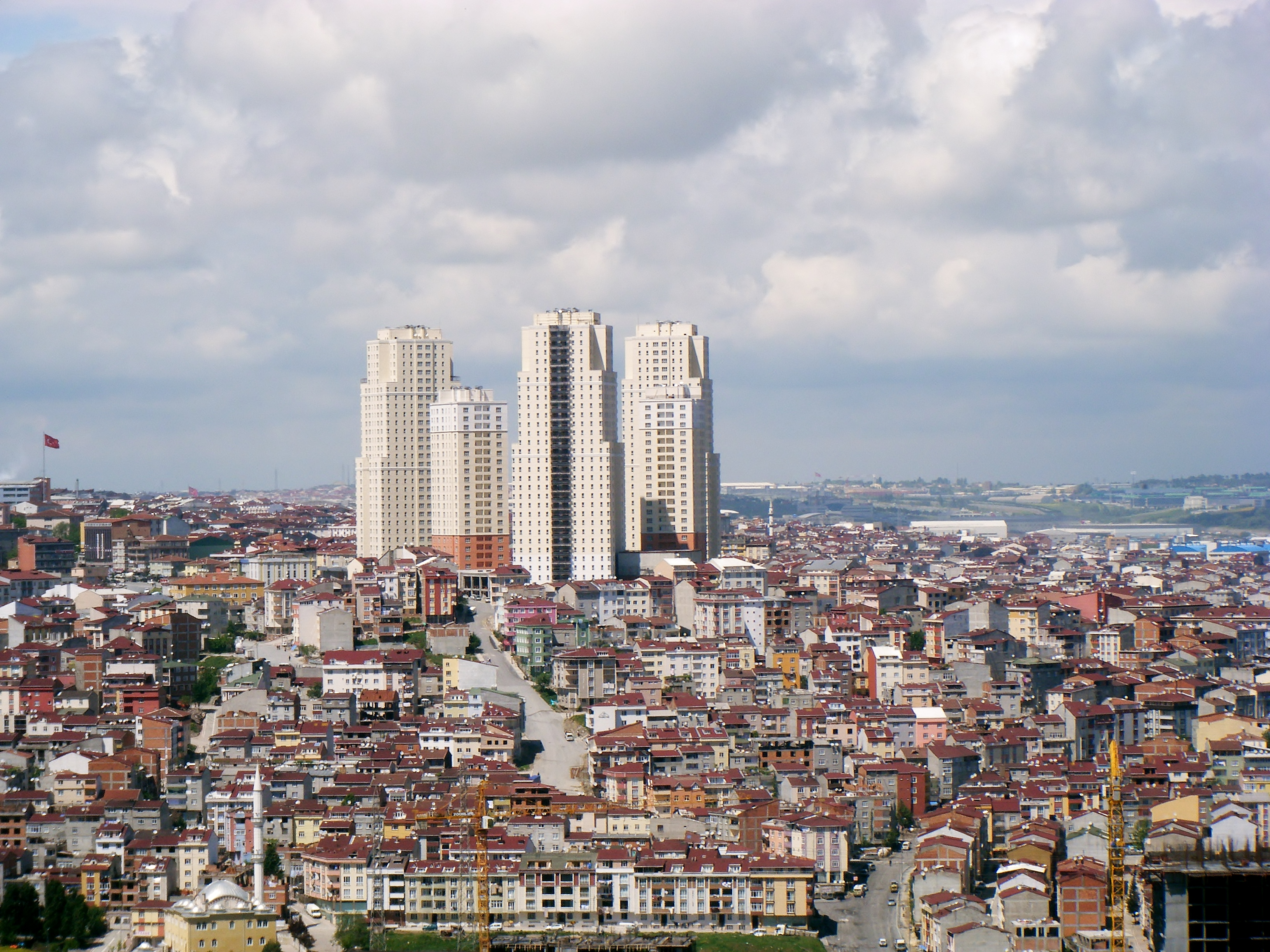
埃森尤尔特

埃森尤尔特位置